# پلانا (کولاشین)
پلانا (به لاتین: Plana) یک منطقهٔ مسکونی در مونته‌نگرو است که در شهرداری کولاشین واقع شده‌است. پلانا ۱۰۵ نفر جمعیت دارد.